# Jhabua (huyện)
Huyện Jhabua là một huyện thuộc bang Madhya Pradesh, Ấn Độ. Thủ phủ huyện Jhabua đóng ở Jhabua. Huyện Jhabua có diện tích 6782 ki lô mét vuông. Đến thời điểm năm 2001, huyện Jhabua có dân số 1396677 người.